# Eocithara
Eocithara is een geslacht van weekdieren uit de klasse van de Gastropoda (slakken).

## Soort
- Eocithara waihaoensis Laws, 1935 †